# Isla Fresia (ö i Región de Aisén)
Isla Fresia är en ö i Chile.   Den ligger i regionen Región de Aisén, i den södra delen av landet, 1 200 km söder om huvudstaden Santiago de Chile.